# Stangeia
Stangeia is een geslacht van vlinders van de familie vedermotten (Pterophoridae).

## Soorten
- S. distantia Clarke, 1986
- S. rapae Clarke, 1971
- S. siceliota (Zeller, 1847)
- S. xerodes (Meyrick, 1886)